# 升F小调谐谑曲 (肖斯塔科维奇)
升F小调谐谑曲，作品号1，是德米特里·肖斯塔科维奇（1906年－1975年）为管弦乐团创作的一段音乐作品。肖斯塔科维奇，苏联时期俄罗斯作曲家兼钢琴家。本作大概当于1921年或1922年写就，在肖氏现存作品中属最早的一批，当时肖氏正在彼得格勒音乐学院，于马克西米利安·施泰因贝格（Максимилиан Осеевич Штейнберг）门下受业。本曲原按钢琴奏鸣曲的一个乐章谱写，后在施泰因贝格辅导下配器，自成一篇管弦曲目。
本作首演于1996年，BBC交响乐团演出，其指挥者马克·埃尔德（Mark Elder）。全曲包含谐谑曲一段、三重奏一段，又有回转乐段（retransition），将乐曲一引而回到谐谑曲主题上。对本作，有描述认为其与里姆斯基-科萨科夫乐派看齐。另外，肖氏将本作升F小调谐谑曲中一段主题用在其钢琴小品集《儿童练习本》之乐章「上发条的洋娃娃」（作品号69，第6首）中。

## 背景
德米特里·肖斯塔科维奇所作「升F小调谐谑曲」为其人早期作品中为数不多留至今日者，此作之外，有其「八首钢琴前奏曲」中五首亦类似。于此曲，多有人将其写作时间定为1919年秋季或初冬时节，时为肖氏进入彼得格勒音乐学院（今圣彼得堡音乐学院）学习之第一年，作曲家13岁。然而又有许多其他日期记录：于一作品集中，谐谑曲据载写于1920年，集名《德米特里·肖斯塔科维奇生平描述》（1926年）；另一作品集中，谐谑曲则记为作于1919年至1920年，集名《肖斯塔科维奇作品列表》（1927年）；肖斯塔科维奇本人而言，则于后续其作品列表中将谐谑曲谱曲时间记作1919年。虽如此，音乐学家奥莉加·季贡斯卡娅（Ольга Дигонская）则述称本作最可能写于1921年末或1922年初，当时肖氏已有15岁上下。随季贡斯卡娅之发现，将此时作为写作时间，目前大体获得认可。
进入音乐学院一二年时，肖斯塔科维奇开始谱写一部钢琴奏鸣曲，调性B小调。其第三乐章是唯一留存至今的部分，后经配器，成为「升F小调谐谑曲」。肖氏将此曲题献于其作曲教师马克西米利安·施泰因贝格，此人在音乐学院教导肖氏，对理解品鉴音乐而言于学术审美两方面均有促进。肖氏将谐谑曲配器，施泰因贝格亦有辅导。

## 形式
本「升F小调谐谑曲」为管弦乐团而作，其乐团规模与配置当与勃拉姆斯、柴可夫斯基等人所用者类似。作品谱曲安排短笛二支、长笛二支、双簧管二支、A调单簧管二支、巴松二支、圆号四把、小号二把、长号三把、大号、定音鼓、三角铁、铜钹、大鼓及弦乐组。乐谱分三段，各题为「小快板」（Allegretto）、「稍慢」（Meno mosso）及「第一段速度」（Tempo I），时长约5分钟。
谐谑曲中所引入主题，其按对位法构造及处理——按音乐学家大卫·范宁（David Fanning）所写，是对施泰因贝格所作风格的回响。乐曲起自谐谑曲乐段，其引入为主的长笛主题，并小提琴拨奏出旋律线与之成对位。这一对位主题于全曲重复多次，方式多变，有模仿（imitation），有转位（inversion）。而后乐曲进入另一部分，D大调，此部分范宁称之为「抒情的」三重奏部分。此处音乐取华尔兹节拍，主题以二拍子对三拍子之复节奏演奏，起于弦乐，木管组与圆号复述之。三重奏随后是回转乐段，糅合先前长笛与拨奏小提琴所出对位主题，引回谐谑曲部分。依范宁，此处回转是「相当程度来说，作品在结构上最有意思的创意」，因为此段起「高潮」的作用——听者于其前三重奏段落时或已有期待之——又起契机的作用，能借此发展主旋律与织体的主题。华尔兹主题于铜管组重复奏出，开头出现的原先之谐谑曲对位主题，则与之相伴。作品最后一乐句中，可听到主题之间进一步的组合。

## 反映与后世影响
1921年末或1922年初，肖斯塔科维奇为指挥尼古拉·马利科（烏克蘭語：Микола Малько）演奏升F小调谐谑曲，马利科描述之为「学生天赋不错，他写得很出色的课业曲子——也就这样」。谐谑曲对马利科打动不多，不若作曲家其后于1924年－1925年所作第1号交响曲为马利科留下的印象之深。
音乐学家劳瑞尔·费伊（Laurel Fay）同大卫·范宁描述此曲有类芭蕾舞曲，如柴可夫斯基及德利布所作者，虽其「灵活的乐句结构」使其并不适合舞蹈。费伊将此作归为风格上看齐里姆斯基-科萨科夫乐派遗泽之类。范宁则认为此音乐之专业程度，尤以其配器方面言之，自发现本作写作时间晚于先前所推测后，其给人的印象即不如先前深刻。
肖斯塔科维奇用此升F小调谐谑曲开头之主题放入其钢琴小品集《儿童练习本》一乐章中，乐章名「上发条的洋娃娃」（作品号69，第6首）。音乐学者理查德·路易斯·吉利斯（Richard Louis Gillies）则写道此升F小调谐谑曲是肖氏以这一调性作曲之第一例，而其将来对作曲家持续「有特殊的意义」；吉利斯举肖氏二作，即《根据亚历山大·勃洛克诗歌而作的七首浪漫曲》中「城市睡了」曲及一部「升F小调组曲」为后来之例子。
升F小调谐谑曲于1996年2月17日首演于伦敦皇家节日音乐厅，由BBC交响乐团演出，指挥者马克·埃尔德（Mark Elder）。同年五月，本曲首次在广播播出，广播者BBC广播三台。

### 引用资料
- Cunningham, Carl R. . University of Houston. 2018  [2022-06-11]. （原始内容存档于2019-01-18）.
- Digonskaya, Ol'ga. . Fairclough, Pauline  (编). . United Kingdom: Cambridge University Press. 2010. ISBN 9780521111188.
- Fanning, David. . Fairclough, Pauline; Fanning, David  (编). . United Kingdom: Cambridge University Press. 2013. ISBN 978-0-521-60315-7.
- Fairclough, Pauline. . United Kingdom: Reaktion Books. 2019. ISBN 9781789141900.
- Fay, Laurel E. . United Kingdom: Oxford University Press. 2000. ISBN 9780195182514.
- Fay, Laurel; Fanning, David. . Grove Music Online. 2001. doi:10.1093/gmo/9781561592630.article.52560.
- Gillies, Richard Louis. . United Kingdom: Taylor & Francis. 2021. ISBN 9781000483055.
- Hulme, Derek C.  Third. United States: The Scarecrow Press. 2002. ISBN 0-8108-4432-X.
- Wilson, Elizabeth. . Princeton, New Jersey: Princeton University Press. 1994. ISBN 0691029717.